# رتیل کوتوله
رتیل‌های کوتوله (نام علمی: Mecicobothriidae) نام یک تیره از راسته عنکبوت است.